# Cleistopholis patens
Cleistopholis patens là loài thực vật có hoa thuộc họ Na. Loài này được (Benth.) Engl. & Diels mô tả khoa học đầu tiên năm 1901.